# Alismataceae
Водене боквице (лат. Alismataceae) је породица скривеносеменица која обухвата око 11 родова са око 90 врста. Космополитског је распрострањења, са највећим бројем врста у Северној хемисфери.

## Карактеристике породице
су типично вишегодишње зељасте биљке, које расту по барама или спорим текућим водама. Листови се налазе при основи стабла, усправни су, ретко пливајући, често образују зимске пупољке. У свим вегетативним биљним органима налазе се схизогени секреторни канали испуњени млечним соком. Присутне су и хидатоде.
Цветови су циклични или хемициклични, актиноморфни, двополни, ретко једнополни или полигами, сложени у гранате цвасти. Перијант (цветни омотач) је хетерохламидан — 3 листића спољашњег круга перијанта су чашицолика, а 3 листића унутрашњег круга круницолика, беле боје. Прашника има 6, ређе 3. Тучак се састоји из 3 или више спирално или пршљенасто распоређених слободних оплодних листића. У сваком оплодном листићу се налази по један семени заметак, ретко више. Плод је орашица.

## Генетика, систематика и филогенија породице
Основни број хромозома у врстама ове фамилије је x=5-13. Породица обухвата 11 родова. Од врста широко распрострањених у Србији најпознатија је водена боквица, Alisma plantago-aquatica, становник влажних шума и обала водених екосистема.
Водене монокотиледоне биљке се сматрају филогенетски примитивнијим. Породица Alismataceae и читав ред Alismatales су често сматрани најпримитивнијима. И подаци молекуларне систематике подржавају положај ове групе близу базе кладе монокотила.